# L’Étang-la-Ville
L’Étang-la-Ville település Franciaországban, Yvelines megyében. Lakosainak száma 4915 fő (2022. január 1.). L’Étang-la-Ville Bailly, Mareil-Marly, Marly-le-Roi, Noisy-le-Roi, Saint-Nom-la-Bretèche és Saint-Germain-en-Laye községekkel határos.

## Népesség
A település népességének változása:
| Lakosok száma | 4745 | 4641 | 4725 | 4437 | 4459 | 4453 | 4430 | 4673 | 4915 |
|               | 2013 | 2015 | 2016 | 2017 | 2018 | 2019 | 2020 | 2021 | 2022 |